# Distretto di Wichian Buri
Il distretto di Wichian Buri (in thailandese: วิเชียรบุรี) è un distretto (amphoe) della Thailandia, situato nella provincia di Phetchabun.